# Aporosa sarawakensis
Aporosa sarawakensis är en emblikaväxtart som beskrevs av Anne M. Schot. Aporosa sarawakensis ingår i släktet Aporosa och familjen emblikaväxter. Inga underarter finns listade i Catalogue of Life.